# Valtierra
Valtierra és un municipi de Navarra, a la comarca de Tudela, dins la merindad de Tudela. Limita amb Arguedas, Castejón, Alfaro (la Rioja), Cadreita i les Bardenas Reales.

## Demografia
| Evolució demogràfica                                 | Evolució demogràfica | Evolució demogràfica | Evolució demogràfica | Evolució demogràfica | Evolució demogràfica | Evolució demogràfica | Evolució demogràfica | Evolució demogràfica | Evolució demogràfica | Evolució demogràfica |
| 1996                                                 | 1998                 | 1999                 | 2000                 | 2001                 | 2002                 | 2003                 | 2004                 | 2005                 | 2006                 | 2007                 |
| ---------------------------------------------------- | -------------------- | -------------------- | -------------------- | -------------------- | -------------------- | -------------------- | -------------------- | -------------------- | -------------------- | -------------------- |
| 2 459                                                | 2 423                | 2 422                | 2 430                | 2 430                | 2 441                | 2 430                | 2 433                | 2 415                | 2 516                | 2 526                |
| Fonts: Valtierra i Institut d'Estadística de Navarra |                      |                      |                      |                      |                      |                      |                      |                      |                      |                      |

## Història
Va tenir una important presència àrab i va ser part de l'imperi de Muza Ben Muza, més tard forma part de la Taifa de Saragossa i més endavant de la de Tudela-Lleida. Va acabar de ser conquistada pels cristians d'Alfons el Bataller rei de Navarra i Aragó en l'any 1110 atorgant a la vila el Fur de Sobrarbe i el títol de Molt noble i Molt lleial, quan Navarra i Aragó es van separar aquesta a conseqüència de la mort d'Alfons I en 1140, la noblesa va decidir formar part de Navarra i Tudela no es va unir a Aragó, formant part de Navarra.
Aquesta vila participà en les guerres carlines, amb una presència molt destacada de liberals, durant la guerra civil, com en la resta de la ribera el PSOE va tenir el seu feu de vots a més d'en aquest poble en tota la comarca, del 21 per 100 que treia la zona principal era aquesta zona, durant la guerra civil es desenvolupà una forta repressió, ja que era la zona amb més esquerranes i en la zona nord el 9 per 100 de nacionalistes van donar als carlistes, en la democràcia guanyo l'ORT per Angel Oliver, cura de la teoria de l'alliberament, aquesta va ser l'única localitat que va aconseguir aquesta formació, que més endavant es va unir al PSOE i sempre ha guanyat, el següent alcalde de la democràcia va ser Alfonso Mateo.

## Personatges il·lustres
- Andrés Larraga Montaner (1861-1931). Pintor.
- Agustín Perez Soriano (1846-1907). Compositor.
- Angel Oliver sacerdot obrer, membre de la ORT i alcalde de Valtierra. Més tard fou membre del Parlament de Navarra pel PSN-PSOE.